# 정훈탁
정훈탁(1967년 11월 26일 ~ )은 대한민국의 연예기획사인 iHQ의 전 대표이사이며, 한국연예매니지먼트협회의 회장이다. 동국대학교 연극영화과를 졸업하였다.

## 학력
- 동국대학교 연극영화과 졸업

## 영화
- 1997년 편지 - 기타스텝
- 2001년 엽기적인 그녀 - 기타스텝
- 2002년 정글쥬스 - 기타스텝
- 2002년 챔피언 - 공통투자
- 2002년 연애소설 - 공동투자
- 2003년 4인용 식탁 - 제작
- 2004년 내 여자친구를 소개합니다 - 제작
- 2004년 얼굴 없는 미녀 - 제작
- 2004년 S 다이어리 - 기획, 제작
- 2005년 잠복근무 - 제작
- 2006년 잔혹한 출근 - 공동투자
- 2006년 애정결핍이 두 남자에게 미치는 영향 - 기획
- 2007년 바람피기 좋은 날 - 기획, 공동투자
- 2007년 눈부신 날에 - 원안, 기획, 투자, 공동투자
- 2008년 기다리다 미쳐 - 제작, 공동투자
- 2009년 마린보이 - 매니저부문
- 2009년 토끼와 리저드 - 제작
- 2010년 파괴된 사나이 - 기획, 제작
- 2013년 감기 - 제작
- 2014년 가시 - 공통투자
- 2014년 기술자들 - 공동투자
- 2015년 스물 - 공동투자
- 2016년 계춘할망 - 공동투자
- 2017년 그래, 가족 - 공동투자
- 2017년 보통사람 - 매니저부문
- 2020년 공수도 - 매니저부문
- 2021년 내일의 기억 - 제작
- 2021년 강릉 - 매니저부문

## 사건 및 사고
- 2009년 1월 29일 대한민국의 배우 전지현의 휴대전화 복제 사건과 관련하여 변호사 2명과 함께 서울지방경찰청 광역수사대에 출두하여 조사를 받았으나, 혐의에 대하여 대부분 부인하였다.[1]